# 伊朗家庭計畫
這篇伊朗家庭計畫（英語：Family planning in Iran）敘述的是伊朗實施家庭計劃的簡史。
伊朗自1990年代初期就開始制定涵蓋廣泛，而且執行有效的家庭計劃措施。伊朗的人口在1956年至1986年之間以每年高於3%的速度增長，但在1980年代後期以及1990年代初期，由於政府發動規模龐大的人口控制政策，增長速度開始下降，到2007年時，增長率下降到每年0.7%，出生率為每千人有17人，死亡率為每千人有6人。聯合國的報告顯示，伊朗的生育控制政策導致有效生育率的下降幅度位居世界前矛。聯合國經濟和社會事務部（UNDESA）所屬的人口司表示，伊朗在1975年至1980年期間出生率為6.5%。而在2005年至2010年預測出生率低於2%。
伊朗前最高領導人阿里·哈梅內伊在2012年7月下旬表示，伊朗的避孕服務為“錯誤的”政策，伊朗當局隨即所實施的削減生育控制政策，被西方報紙（《今日美國》）描述為伊朗長期政策的“重大轉折”。但是降低生育控制，和政府高層呼籲生育更多子女的做法是否會成功，仍有待觀察。

## 歷史

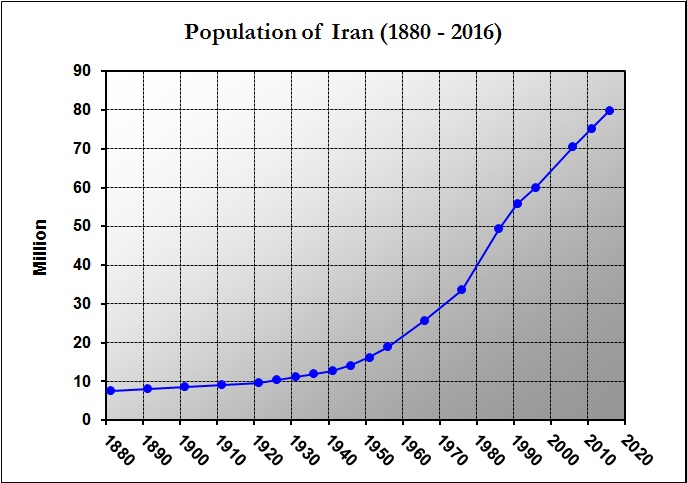
伊朗人口變化圖（1880年至2016年）。

伊朗人口金字塔，顯示人口增長在1980年達到頂峰。

### 1979年伊斯蘭革命前
據伊朗衞生及醫療教育部（MOHME）副部長Malek Afzali博士稱，伊朗在伊斯蘭革命之前即有計劃生育政策，但“老百姓並不接受。”
伊朗在1967年發表的《德黑蘭宣言（Tehran Declaration）》聲稱家庭計畫是項人權，並安排在MOHME之下設立家庭計畫司和家庭計畫協調高級委員會，負責管理全國2,000診所，執行各式避孕措施。

### 霍梅尼時代與鼓勵生育主義
伊斯蘭革命之後，前朝沙阿的家庭計畫診所遭到廢除，“理由是伊斯蘭教和伊朗需要大量人口。”而後伊斯蘭議會通過許多支持生育的法律，比如降低婚姻年齡（女孩9歲，及男孩14歲即可結婚、一夫多妻制的合法化、避孕藥價格從每包100里亞爾漲到到1,000里亞爾、以及設立婚姻基金會，提供新婚者家具，以確保有更多人可結婚和生育子女。
伊朗的人口在1979年伊斯蘭革命之前即已大幅增長（在1976年，平均每位婦女生育6名子女。）數據顯示，伊朗的人口在20年之內內翻了一倍，從1968年的2,700萬增加到1988年的5,500萬。
在1980年代中的某個時點，曾有過估計，認為伊朗人口到2006年會達到1.08億。

### 拉夫桑賈尼時代和出生率下降
在經歷過兩伊戰爭、大阿亞圖拉霍梅尼去世、以及1989年最高領導人阿里·哈梅內伊以及總統拉夫桑賈尼上任後，由於體認“伊朗急速膨脹人口產生的成本，超出國家在提供食物、教育、住房和就業方面的負擔能力”，伊朗的人口政策因此發生急劇變化，一位歷史學家表示伊朗政府的做法等同“宣布伊斯蘭教贊同每個家庭只生兩名子女”。MOHME發起全國性運動，並推出各式避孕裝置 - 藥丸、安全套、子宮環、植入式緩釋避孕藥裝置、
輸卵管結紮、和男性結紮。
伊斯蘭議會在1993年進一步立法，取消對政府以及準政府僱員第三胎小孩的食物券、帶薪產假、和社會福利補貼。這項立法遭到強烈反對，適用範圍有限。人們在結婚之前需要上有關節育的課程。為數不少的流動醫療小組被派往該國偏遠地區，提供免費的男性結紮和輸卵管結紮手術。
到2001年，伊朗設立的中東第一家安全套工廠的年產量超過7,000萬個，根據一位外國記者報導“安全套包裝上有法語或英語的文字，給人是進口貨的感覺”。此時伊朗的人口增長率已經從1986年的3.2%（歷史最高水準）下降到只有1.2%，這是史以上下降最快的速度之一。這種人口增長率僅比美國稍高， 讓伊朗成為世界上避免人口過度膨脹的模範國家。到2007年，伊朗的總生育率下降到1.71，同時淨人口外移率為千分之4.29（當時全伊朗人口的數目為6,500萬）。
MOHME副部長Husein Malek-Afzali在1995年的節育研討會上解釋關於伊斯蘭教義在人口問題上變化，他說“伊斯蘭教是種靈活的宗教”。

### 恢復鼓勵生育主義
伊朗由於極低的生育率，如同其他低生育率的國家一樣，已開始導致人口負增長，而在2006年10月呼籲把現有的“兩個孩子恰恰好”的政策逆轉。伊朗總統馬哈茂德·艾哈邁迪內賈德呼籲把伊朗人口從70,000萬增加到1.2億。
我反對兩個孩子恰恰好的說法。我們國家有足夠的能力……扶養很多孩子……西方國家因為人口呈負增長而發生問題，它們擔心和害怕如果我們的人口成長，將會壓過他們。
而批評者的反應是伊朗正在努力應對通貨膨脹，和飆升的失業率（估計約為11%）並且有了1.2億人口，可能會導致淡水供應不足，而限制“伊朗的國內農業和工業發展機會”。 而且所謂“壓過”，是因為國家擁有卓越的“知識、技術、財富、福利、和安全”，並非依靠人口規模。
艾哈邁迪內賈德提高出生率的呼籲，讓人想起霍梅尼在1979年所發動的增加人口要求，但最終因經濟壓力而遭到逆轉。
前最高領導人哈梅內伊在2012年7月25日表示，伊朗在20年前推動避孕政策有其道理，“但在後來持續推動則是犯下錯誤……科學和專家研究顯示如果持續執行家庭計畫，會面臨人口老化和人口減少的情況。”
半官方的法爾斯通訊社在同年7月29日引述MOHME副部長Ali Reza Mesdaghinia的說法，人口控制計劃“是過時的做法”，“（政府）沒有計劃把家庭子女維持在一或兩個。家庭應該自行決定。在我們的文化傳統中一直有多生孩子的觀念。過去每家都有五六個孩子……這種文化傳統在農村仍然存在。我們應該恢復既有的文化傳統。”而政府能否在克服社會對婦女和家庭角色的觀念，以及克服家庭對金錢和就業方面的擔憂，還有待觀察。
截至2014年，伊朗政府在扭轉出生率下降的措施包括有利用廣告看板，把幸福的大家庭與悲傷的小家庭並列，取代“少生孩子，讓生活更美好”的公共衛生口號、削減補貼安全套和家庭預算、對本已經很慷慨的生育以及陪產假期再延長、並尋求立法，把原本免費的男性結紮和輸卵管結紮手術（兩者在2012年時仍為免費）視為墮胎 （犯行最高可判處五年監禁並罰繳血腥錢（伊斯蘭教法稱此為diyya））。但有人認為這樣做的結果會生出更多的年輕人，但就業前景黯淡，與當前的人口老化問題比較，問題會更大。

## 伊朗人口資料現況
根據網站Worldometer對聯合國最新數據的研究：
- 伊朗目前（截至2022年3月6日（星期日））的人口為85,789,486人
- 伊朗人口相當於世界總人口的1.08%
- 伊朗人口中有75.5%為城市居民（在2020年有63,420,504人）
- 伊朗人的年齡中位數為32.0歲
- 伊朗的人口增長率自1990年代初期後及維持在低於2%的水準

## 外部連結
- Continuing use of a traditional method (withdrawal) in a high contraceptive prevalence country, Iran: Correlates and consequences